# Кирзинский сельсовет (Башкортостан)
Кирзинский сельсовет — муниципальное образование в Караидельском районе Башкортостана.

## История
Кирзинский сельсовет Караидельского района Республики Башкортостан образован в соответствии с Указом Президиума Верховного Совета БАССР от 29 ноября 1957 года и действует на основании Закона Республики Башкортостан «О местном самоуправлении в Республике Башкортостан».
В соответствии с Конституцией 1977 года назывался Кирзинским сельским советом народных депутатов.
7 июля 1992 года Кирзинский сельский Совет народных депутатов преобразован в Кирзинскую сельскую администрацию Караидельского района Республики Башкортостан.
24 июля 2002 года Кирзинская сельская администрация преобразована в муниципальное образование Кирзинский сельсовет Караидельского района Республики Башкортостан.
19 декабря 2005 года муниципальное образование Кирзинский сельсовет было переименовано в сельское поселение Кирзинский сельсовет муниципального района Караидельский район Республики Башкортостан..
Согласно «Закону о границах, статусе и административных центрах муниципальных образований в Республике Башкортостан» имеет статус сельского поселения.

## Население
| 2002 | 2009 | 2010 | 2012 | 2013 | 2014 | 2015 |
| ---- | ---- | ---- | ---- | ---- | ---- | ---- |
| 1114 | ↘870 | ↘788 | ↘762 | ↘728 | ↘683 | ↘660 |
| 2016 | 2017 | 2018 |      |      |      |      |
| ↘625 | ↘624 | ↘593 |      |      |      |      |

## Географическое положение
Общая площадь территории сельсовета — 2046 га. Граничит с Урюш-Битуллинским, Ургушевским, Байкинским, Магинским, Караярским и Новобердяшским сельсоветы.

## Состав сельского поселения
| № | Населённый пункт | Тип населённого пункта       | Население |
| - | ---------------- | ---------------------------- | --------- |
| 1 | Кирзя            | село, административный центр | ↘459      |
| 2 | Сурда            | деревня                      | ↘115      |
| 3 | Атамановка       | село                         | ↘104      |
| 4 | Янбак            | деревня                      | ↘66       |
| 5 | Александровка    | село                         | ↘41       |
| 6 | Каинчак          | деревня                      | →1        |
| 7 | Октябрьский      | деревня                      | →1        |
| 8 | Тат-Кудаш        | деревня                      | →1        |